# Bitwa pod Bornholmem (1563)
Bitwa pod Bornholmem – starcie między eskadrami duńską i szwedzką 30 maja 1563 r. w trakcie I wojny północnej (1563–1570). Szwedzka wygrana sprowokowała wypowiedzenie Szwecji wojny przez Danię i Lubekę.
W maju 1562 na polecenie króla Eryka XIV flota szwedzka rozpoczęła blokowanie Narwy, co spowodowało powstanie skierowanego przeciw Szwecji sojuszu Danii i Lubeki. Wobec zbliżającego się konfliktu obie strony wysłały w następnym roku floty na morze: 21 maja z Kopenhagi wyszła eskadra duńska adm. Jacoba Brockenhuusa w sile 8 jednostek, a 24 maja ze Sztokholmu eskadra szwedzka pod wodzą admirała Jacoba Bagge w sile 20 okrętów.
Szwedzi napotkali flotyllę duńską zakotwiczoną koło Bornholmu. Brockenhuus, by nie prowokować konfliktu, zbliżył się z tylko trzema jednostkami („Herculesem”, 81 dział, „Hectorem”, 38 dział i „Hjortem”, 46 dział), by upewnić się co do szwedzkich zamiarów. Gdy oddał trzy strzały ostrzegawcze, jeden z nich, być może przez pomyłkę, trafił w topsel szwedzkiej jednostki, co Bagge uznał za prowokację i nakazał otworzyć ogień. Po czterech godzinach walki trzy jednostki duńskie się poddały, łącznie z okrętem flagowym admiralskim, a pozostałe odpłynęły do Kopenhagi. Bagge wyruszył pod Warnemünde, ale ostatecznie w lipcu wrócił do Sztokholmu.
Starcie, wraz z kontynuowaną blokadą portów w Zatoce Fińskiej, doprowadziło do wypowiedzenia Szwecji wojny, najpierw przez Lubekę (9 lipca), a potem Danię (21 lipca).